# Pandemie covidu-19 v Izraeli
Pandemie covidu-19 v Izraeli propukla dne 21. února 2020, kdy občan Izraele ženského pohlaví byl v Nemocnici Tel ha-Šomer pozitivně otestována na virovou chorobu covid-19. Tato žena se do Izraele vrátila z karantény na lodi Diamond Princess v Japonsku.
Následně v březnu začal Izrael prosazovat společenský odstup a i další pravidla, aby došlo k omezení šíření infekce. Například byl snížen limit lidí pro shromáždování osob. Dne 19. března předseda vlády Benjamin Netanjahu vyhlásil národní stav nouze a zákaz vycházení (kromě nutných případů). Základní služby – včetně obchodů s potravinami, lékáren a bank zůstaly otevřené. Omezení pohybu byla dále zpřísňována, byla zavedena povinnost zakrývat si venku nos a ústa. Později z důvodu zvýšeného počtu nákazy ve městě Bnej Brak bylo toto město na jeden týden uzavřela. Později byla uzavřena další města či sousedství.
Jelikož na začátku dubna probíhal židovský svátek Seder, byl nařízen třídenní zákaz cestování a omezen pohyb.
Dne 20. března zemřel v Izraeli první člověk s covidem-19, 88letý přeživší holokaust, který však trpěl dalšími nemocemi.

## První případy
Dne 21. února potvrdila Nemocnice Tel ha-Šomer první případ nákazy chorobou covid-19 v Izraeli. Jednalo se o ženu s izraelským občanstvím, která se vrátila z karantény na lodi Diamond Princess. O dva dny později se nákaza prokázala i u dalšího cestujícího na této lodi. Dále se virus objevil u rodiny, která se vrátila z Itálie.
Dne 1. března se nákaza prokázala i u ženy, která pracovala v obchodě s hračkami řízeného mužem, který se nakazil 27. února. Dne 3. března byly potvrzeny další tři případy. Dva z nich přišli s virem do kontaktu ve stejném obchodě s hračkami, a to student střední školy, který zde byl zaměstnán a zástupce školy, jenž tam nakupoval. Později muselo do karantény jít 1 150 studentů. Třetím případem pak byl člověk, který se 29. února vrátil z Itálie.

## Reakce vlády

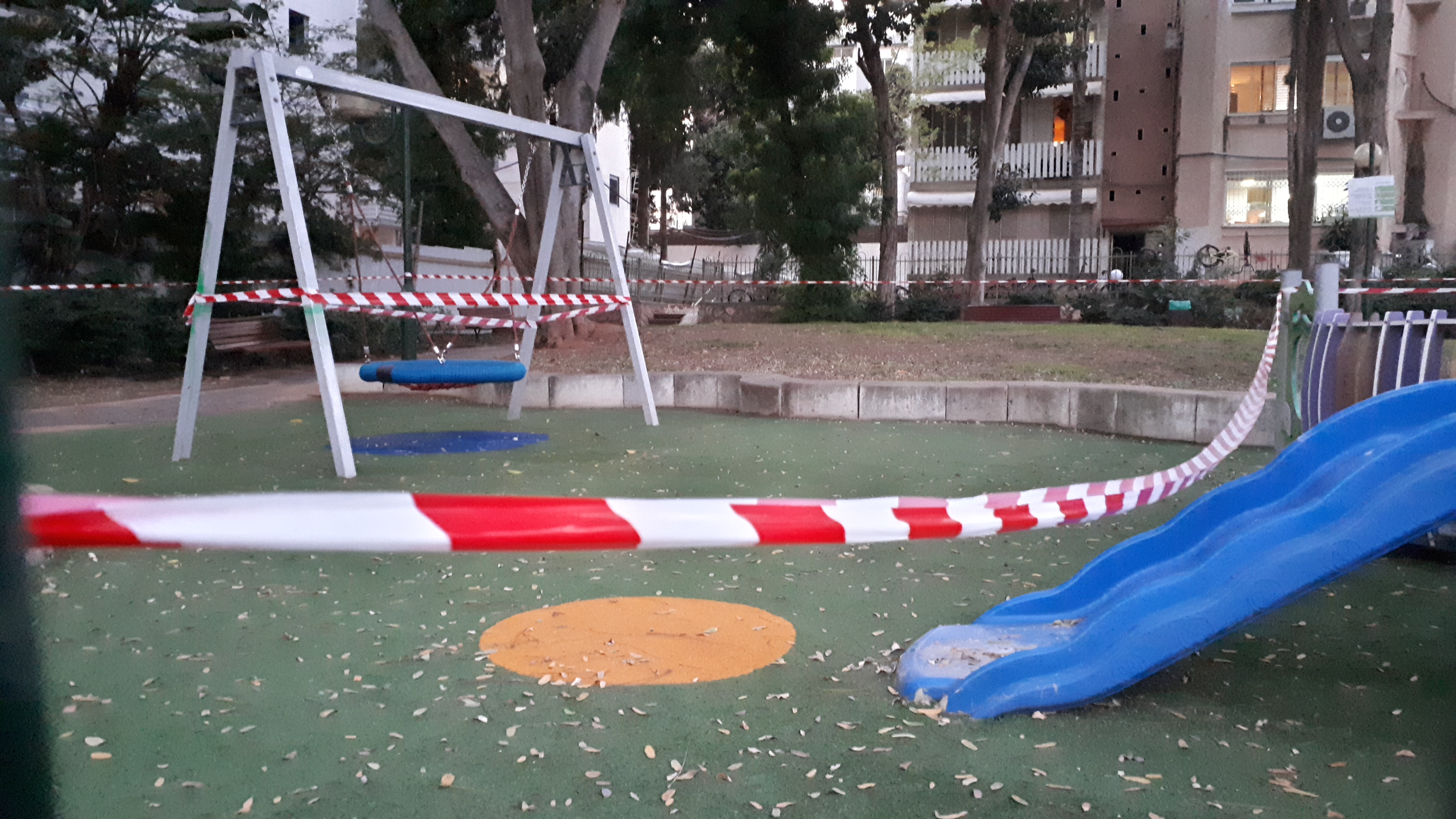

### Omezení cestování a vstupu do země
Dne 26. ledna 2020 Izrael doporučil necestovat do Číny, pokud to není nutné. Dne 30. ledna pozastavil Izrael všechny lety z Číny. Dne 17. února Izrael rozšířil tento zákaz i na Thajsko, Hongkong, Macao a Singapur.
Dne 22. února přistálo na mezinárodním letišti Ben Guriona letadlo z jihokorejského Soulu. Ad hoc bylo vydáno rozhodnutí, že vystoupit z letadla bude umožneno pouze občanům Izraele a že se všichni neobčané na palubě letadla vrátí zpět do Soulu. Stejně se tak aplikovalo na ty, co počínaje 23. únorem přicestovali z Japonska.
Dne 26. února vydal Izrael varování pro cestování do Itálie a také vyzval ke zrušení veškerých cest do zahraničí.

#### Vláda
- Oficiální portál Izraele pro koronavirus
- Izraelské ministerstvo zdravotnictví

#### Další
- Portál ke koronaviru na The Jerusalem Post
- Aktuální statistiky na Worldometers